# Mundolsheim
Mundolsheim (elsässisch Mundelse) ist eine französische Gemeinde im Département Bas-Rhin in der Region Grand Est (bis 2015 Elsass). Sie hat 5074 Einwohner (Stand 1. Januar 2021). Der Parc commercial Strasbourg nord ist ein Gewerbegebiet, an dem Mundolsheim, Vendenheim und Lampertheim beteiligt sind.

## Bevölkerungsentwicklung
| 1962 | 1968 | 1975 | 1982 | 1990 | 1999 | 2006 | 2013 |
| ---- | ---- | ---- | ---- | ---- | ---- | ---- | ---- |
| 2015 | 3226 | 3545 | 3343 | 4698 | 5270 | 5050 | 4817 |

## Persönlichkeiten
- Michael Baerst (1856–1923), Landwirt und Landtagsabgeordneter